# ISEQ 20
L'ISEQ 20 est un indice boursier de la bourse de Dublin, composé des 20 principales capitalisations boursières du pays.

## Composition
En janvier 2020, l'indice se composait des titres suivants:
| Code | Entreprise                        | Pays    |
| ---- | --------------------------------- | ------- |
| A5G  | Allied Irish Banks                | Irlande |
| APGR | Applegreen                        | Irlande |
| YZA  | Aryzta                            | Suisse  |
| BIRG | Bank of Ireland                   | Irlande |
| C5H  | Cairn Homes                       | Irlande |
| CRG  | CRH                               | Irlande |
| DHG  | Dalata Hotel Group                | Irlande |
| FLTR | Flutter Entertainment             | Irlande |
| GL9  | Glanbia                           | Irlande |
| GVR  | Glenveagh Properties              | Irlande |
| GRP  | Greencoat Renewables              | Irlande |
| HBRN | Hibernia REIT                     | Irlande |
| IR5B | Irish Continental Group           | Irlande |
| IRES | Irish Residential Properties REIT | Irlande |
| KRZ  | Kerry Group                       | Irlande |
| KRX} | Kingspan Group                    | Irlande |
| OIZ  | Origin Enterprises                | Irlande |
| RY4C | Ryanair Holdings                  | Irlande |
| SK3  | Smurfit Kappa                     | Irlande |
| T7O  | Total Produce                     | Irlande |